# Mateusz Przybylski
Mateusz Przybylski (ur. 24 września 1991 w Kielcach), polski piłkarz ręczny, młodzieżowy reprezentant Polski, rozgrywający. Zawodnik Zagłębia Lubin.
Przybylski jest wychowankiem kieleckiego klubu Vive Targi Kielce. Przed sezonem 2010/2011 miał przenieść się do Warmii Anders Group Społem Olsztyn, jednak wypożyczenie zostało zastopowane przez ojca Krzysztofa Przybylskiego. Ostatecznie został wypożyczony do KSSPR Końskie, w którym zadebiutował 2 października w meczu między KSSPR Końskie i NMC Powen Zabrze wygranym przez zabrzański zespół 35:27. Na początku lutego 2011 ponownie został wypożyczony – tym razem do ekstraklasowego GSPR Gorzów Wielkopolski. Debiut w gorzowskim klubie miał w rewanżowym meczu ćwierćfinałów Pucharu Polski z Orlen Wisłą Płock wygranym przez nafciarzy 42:18. Swój debiut w ekstraklasie zaliczył 3 dni później w meczu z Zagłębiem Lubin także przegranym przez gorzowian w stosunku 25:33. Przybylski czterokrotnie wpisał się na listę strzelców. 7 lutego 2012 roku został wypożyczony na 2,5 roku do Azotów Puławy. W puławskim klubie występował tylko przez pół roku, po czym przeniósł się do Zagłębia Lubin.
W rozgrywanych w marcu 2010 roku Mistrzostwach Polski juniorów w Puławach razem z Vive Targi Kielce zdobył srebrny medal. Został także wybrany do najlepszej siódemki turnieju.
17 kwietnia 2010 Przybylski zadebiutował w Reprezentacji Polski U-20 na turnieju kwalifikacyjnym do młodzieżowych mistrzostw Europy w meczu między Polską i Białorusią zremisowanym 24:24.

## Osiągnięcia
- Srebrny Medalista Mistrzostw Polski juniorów:  2010